# Frutti (diritto)
Nel diritto civile, per frutti si intende una nuova ricchezza mobiliare procurata da una preesistente ricchezza, mobiliare o immobiliare.
La definizione non è esente da una qualche approssimazione, visto che l'art. 820 del codice civile italiano definisce frutti naturali e frutti civili, ma si astiene dal dare una complessiva nozione dei frutti. La categoria si presenta inoltre in maniera assai eterogenea, anche all'interno delle due sottocategorie:

## Frutti naturali
Sono frutti naturali quelli che “provengono direttamente dalla cosa”, eventualmente con il concorso della opera dell'uomo (prodotti agricoli, quelli delle miniere, cave o torbiere, i parti degli animali). 

Il proprietario della cosa madre, o il diverso soggetto cui spettino i frutti, fa propri i frutti per effetto del naturale venire ad esistenza di questi, senza bisogno dell'altrui collaborazione.
I frutti naturali sono, finché non avvenga la loro separazione dalla cosa madre, parte di questa; perciò la vendita del fondo agricolo comporta automaticamente la vendita dei frutti ancora pendenti.
I frutti non ancora separati sono suscettibili di una duplice considerazione giuridica:
- come parte della cosa: per effetto degli atti di disposizione aventi per oggetto l'immobile, i frutti pendenti circolano secondo la legge di circolazione dei beni immobili;
- come beni mobili futuri: gli atti che dispongono separatamente dei frutti pendenti si sottraggono alla legge di circolazione degli immobili - i frutti vengono dedotti in contratto  quali essi diventeranno per effetto della separazione, cioè quali distinti beni mobili.

## Frutti civili
Sono frutti civili quelli che “si ritraggono dalla cosa come corrispettivo del godimento che altri ne abbia”, ossia il danaro che il proprietario ricava dalla cessione ad altri del godimento della cosa.
Vengono ritratti dalla cosa fruttifera solo per effetto della collaborazione altrui: l'avente diritto ai frutti è creditore di altro soggetto e solo dall'adempimento di questi ricava i frutti civili.
I frutti civili si acquistano giorno per giorno, finché dura il diritto del proprietario di percepirli (art. 821, comma 3º).